# Локца
Локца (слч. Lokca) насељено је мјесто са административним статусом сеоске општине (слч. obec) у округу Наместово, у Жилинском крају, Словачка Република.

## Становништво
| Година:    | 1994. | 2004.   | 2014.   | 2024.   |
| ---------- | ----- | ------- | ------- | ------- |
| Број људи: | 2048  | 2201    | 2328    | 2524    |
| Разлика:   |       | +7,47 % | +5,77 % | +8,41 % |

| Година:    | 2023. | 2024.   |
| ---------- | ----- | ------- |
| Број људи: | 2480  | 2524    |
| Разлика:   |       | +1,77 % |

Према подацима о броју становника из 2023. године насеље је имало 2.480 становника.